# Лэдд, Аспен
А́спен Коль Лэдд (англ. Aspen Kohl Ladd; род. 1 марта 1995 года, Фолсом, штат Калифорния, США) — американский профессиональный боец смешанных единоборств, в настоящее время выступает в PFL в женской легчайшей весовой категории. Ранее выступала в UFC.
Начинала свою карьеру в женском бойцовском промоушене Invicta FC.

## Титулы и достижения
Ultimate Fighting Championship
- Обладатель премии «Лучший бой вечера» (1 раз) в бою против Сиджары Юбэнкс
- Обладатель премии «Выступление вечера» (1 раз) в бою против Тони Эвинджер

## Статистика выступлений в MMA
| Боёв 15  | Побед 11 | Поражений 4 |
| -------- | -------- | ----------- |
| Нокаутом | 6        | 1           |
| Сдачей   | 2        | 0           |
| Решением | 3        | 3           |

| Результат  | Рекорд | Соперник              | Способ                | Турнир                               | Дата             | Раунд | Время | Место                         | Примечание                                                            |
| ---------- | ------ | --------------------- | --------------------- | ------------------------------------ | ---------------- | ----- | ----- | ----------------------------- | --------------------------------------------------------------------- |
| Победа     | 11-4   | Каролина Собек        | Болевой (рычаг локтя) | PFL 5 (сезон 2023)                   | 16 июня 2023     | 2     | 4:57  | Атланта, Джорджия, США        |                                                                       |
| Поражение  | 10-4   | Олена Колесник        | Решение большинства   | PFL 2 (сезон 2023)                   | 7 апреля 2023    | 3     | 5:00  | Лас-Вегас, Невада, США        | Бой в промежуточном весе (146,4 фунта) Колесник провалила взвешивание |
| Победа     | 10-3   | Джулия Бадд           | Раздельное решение    | PFL 10 (сезон 2022)                  | 25 ноября 2022   | 3     | 5:00  | Нью-Йорк, Нью-Йорк, США       |                                                                       |
| Поражение  | 9-3    | Ракель Пеннингтон     | Единогласное решение  | UFC 273                              | 9 апреля 2022    | 3     | 3:00  | Джэксонвилл, Флорида, США     | Возвращение в легчайший вес                                           |
| Поражение  | 9-2    | Норма Думонт          | Единогласное решение  | UFC Fight Night: Лэдд vs. Думонт     | 16 октября 2021  | 5     | 3:00  | Лас-Вегас, Невада, США        | Дебют в полулёгком весе                                               |
| Победа     | 9-1    | Яна Куницкая          | Технический нокаут    | UFC on ESPN: Оверим vs. Розенстрайк  | 7 декабря 2019   | 3     | 0:33  | Вашингтон, США                |                                                                       |
| Поражение  | 8-1    | Жермейн де Рандами    | Технический нокаут    | UFC Fight Night: Де Рандами vs. Лэдд | 13 июля 2019     | 1     | 0:16  | Сакраменто, Калифорния, США   |                                                                       |
| Победа     | 8-0    | Сиджара Юбэнкс        | Единогласное решение  | UFC Fight Night: дус Анжус vs. Ли    | 18 мая 2019      | 3     | 3:00  | Рочестер, Нью-Йорк, США       | Награда "Лучший бой вечера"                                           |
| Победа     | 7-0    | Тоня Эвинджер         | Технический нокаут    | UFC 229                              | 6 октября 2018   | 1     | 3:26  | Лас-Вегас, Невада, США        | Награда "Выступление вечера"                                          |
| Победа     | 6-0    | Лина Ленсберг         | Технический нокаут    | UFC Fight Night: Ковбой vs. Тилл     | 21 октября 2017  | 2     | 2:33  | Гданьск, Поморское, Польша    |                                                                       |
| Победа     | 5-0    | Сиджара Юбэнкс        | Единогласное решение  | Invicta FC 21: Андерсон vs. Твит     | 14 января 2017   | 3     | 3:00  | Канзас-Сити, Миссури, США     |                                                                       |
| Победа     | 4-0    | Джессика Хой          | Технический нокаут    | Invicta FC 18: Грассо vs. Эскуибель  | 29 июля 2016     | 2     | 3:14  | Канзас-Сити, Миссури, США     | Бой в промежуточном весе (138,1 фунта) Лэдд провалила взвешивание     |
| Победа     | 3-0    | Келли Макгилл-Веласко | Технический нокаут    | Invicta FC 16: Хамасаки vs. Браун    | 11 марта 2016    | 3     | 1:47  | Лас-Вегас, Невада, США        | Дебют в легчайшем весе                                                |
| Победа     | 2-0    | Аманда Купер          | Болевой (рычаг локтя) | Invicta FC 14: Эвинджер vs. Кианзад  | 12 сентября 2015 | 2     | 4:42  | Канзас-Сити, Миссури, США     |                                                                       |
| Победа     | 1-0    | Ана Каролина Видал    | Технический нокаут    | Invicta FC 11: Киборг vs. Твит       | 27 февраля 2015  | 1     | 4:21  | Лос-Анджелес, Калифорния, США | Дебют в наилегчайшем весе                                             |
| Источники: |        |                       |                       |                                      |                  |       |       |                               |                                                                       |